# Damian Szymański
Damian Szymański (* 16. Juni 1995 in Kraśnik) ist ein polnischer Fußballspieler.

## Karriere

### Klub
Er startete seine Karriere unter anderem in der Jugend von GKS Bełchatów und ging hier im Februar 2013 von der zweiten in die erste Mannschaft über. Zur Spielzeit 2016/17 er schließlich ablösefrei weiter zu Jagiellonia Białystok. Danach wechselte er für 25.000 € direkt zur Folgesaison weiter zu Wisła Płock. Hier verblieb er aber auch nur gut ein halbes Jahr und wechselte daraufhin im Januar 2019 für 1,5 Mio. € zu Achmat Grosny nach Russland. Diese verliehen ihn schließlich ein Jahr später zu AEK Athen nach Griechenland, wo er nach dem Ende der Leihe im Sommer 2020 auch fest verblieb.

### Nationalmannschaft
Sein Debüt für die polnische Nationalmannschaft gab er am 7. September 2018 bei einem 1:1 gegen Italien während der UEFA Nations League 2018/19, wo er zur 55. Minute für Mateusz Klich eingewechselt wurde. Danach wurde er auch in ein paar Qualifikationsspielen für die Weltmeisterschaft 2022 eingesetzt.